# Madonnen
Madonnen ist ein Filmdrama von Maria Speth aus dem Jahr 2007. Die Hauptrollen in der deutsch-belgischen Co-Produktion spielen Sandra Hüller, Luisa Sappelt und Susanne Lothar.

## Handlung
Wegen Diebstahls gesucht, flieht Rita mit ihrem Baby aus Deutschland nach Belgien, wo sie versucht ihren leiblichen Vater zu finden. Dieser ist über ihr Auftauchen alles andere als begeistert. Wenig später wird Rita verhaftet. Nach Verbüßung einer Gefängnisstrafe holt sie ihre vier anderen Kinder von ihrer Mutter zu sich und versucht ein normales Familienleben mit einem US-Soldaten zu führen. Doch schon bald stürzt sich Rita wieder in ihr unstetes früheres Leben.

## Produktionsnotizen
Der Film hatte seine Weltpremiere im Rahmen des 37. Internationalen Forums des Jungen Films, Berlinale 2007. Am 6. Dezember 2007 folgte der Kinostart in Deutschland.

## Kritik
„Der ganz von der außergewöhnlichen Hauptdarstellerin, die intensiv Rastlosigkeit, Unruhe und Abweisung ausstrahlt, geprägte Film, der keine Analyse der gesellschaftlichen Verhältnisse anstrebt, sondern die trostlos-erschreckende Perspektive eines zwangsläufig scheiternden Lebens einnimmt.“